# Odin (keresztnév)

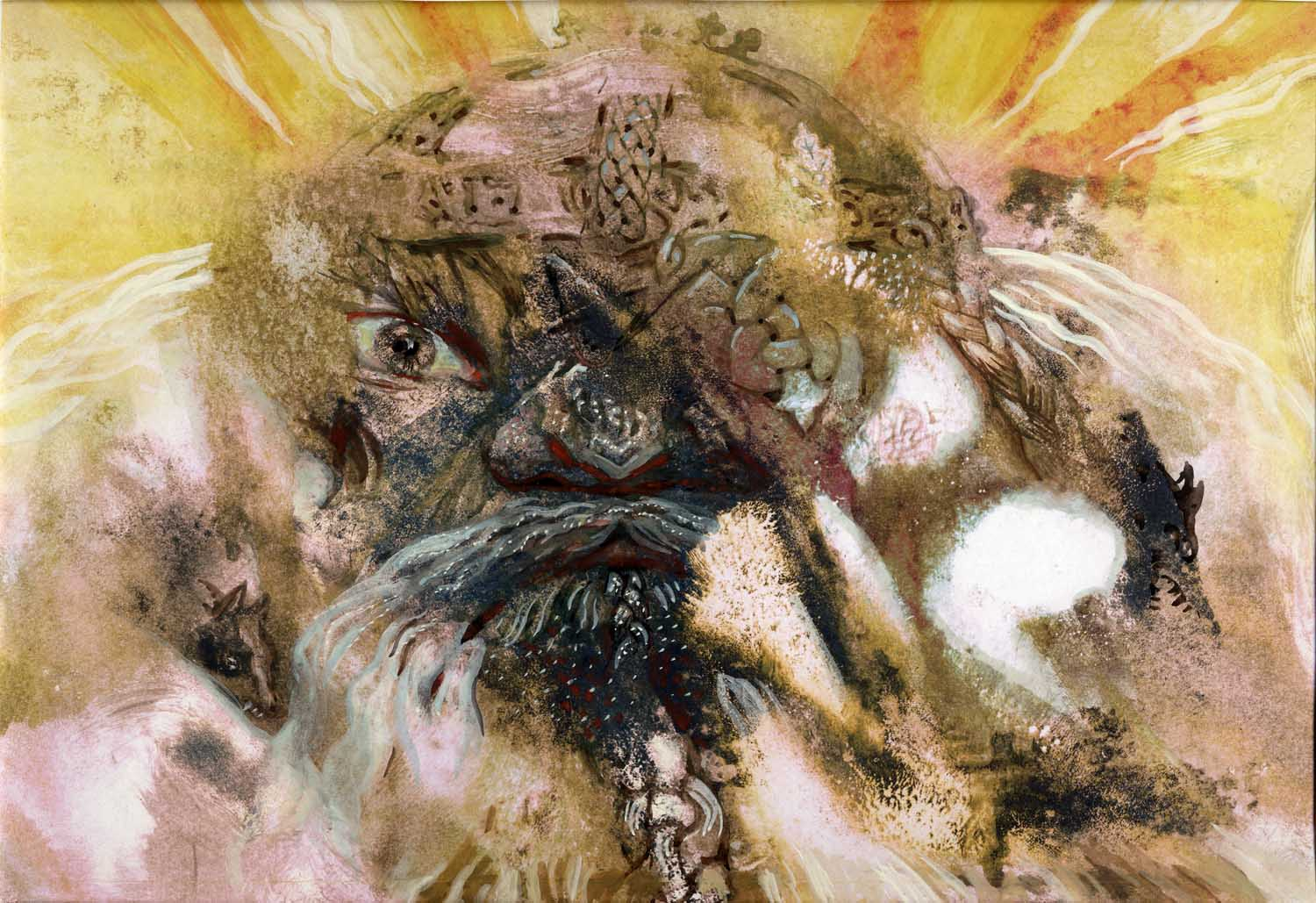
M. Presnyakov. Odin. 2008.

A Odin a germán mitológia főistenének, Wotannak a nevéből, annak skandináv alakváltozatából származik.

## Gyakorisága
Az 1990-es években szórványos név, a 2000-es években nem szerepel a 100 leggyakoribb férfinév között.

## Névnapok
ajánlott névnap:
- március 23.[2]
- július 2.[2]